# Fed Cup 2016 (strefa azjatycka)
Strefa azjatycka Pucharu Federacji 2016 – jedna z trzech stref regionalnych Pucharu Federacji. Strefa azjatycka podzielona została na dwie grupy – w I Grupie osiem reprezentacji walczy o udział w barażach o awans do Grupy Światowej II. W Grupie II trzynaście zespołów rywalizowało o jedno miejsca premiowane awansem do Grupy I. Mecze Grupy I odbyły się między 3 a 6 lutego, natomiast rozgrywki Grupy II zostały rozegrane pomiędzy 12–15 kwietnia.

## Grupa I
- Miejsce rozgrywek: Hua Hin Centennial Sports Club, Hua Hin, Tajlandia[1]
- Data: 3–6 lutego 2016
- Nawierzchnia: Twarda
- Format: faza grupowa – 8 reprezentacji w dwóch grupach

### Uczestniczące reprezentacje
| Chiny                                                                | Chińskie Tajpej                                          | Indie                                                                  | Japonia                                                            |
| -------------------------------------------------------------------- | -------------------------------------------------------- | ---------------------------------------------------------------------- | ------------------------------------------------------------------ |
| Zheng Saisai Wang Qiang Wang Yafan Liang Chen                        | Hsieh Su-wei Chang Kai-chen Chan Yung-jan Chan Hao-ching | Ankita Raina Prerna Bhambri Prarthana Thombare Sania Mirza             | Nao Hibino Kurumi Nara Eri Hozumi Shūko Aoyama                     |
| Kazachstan                                                           | Korea Południowa                                         | Tajlandia                                                              | Uzbekistan                                                         |
| Zarina Dijas Jarosława Szwiedowa Julija Putincewa Galina Woskobojewa | Jang Su-jeong Han Na-lae Lee So-ra Choi Ji-hee           | Luksika Kumkhum Peangtarn Plipuech Kamonwan Buayam Bunyawi Thamchaiwat | Nigina Abduraimova Akgul Amanmuradova Sabina Sharipova Arina Folts |

### Grupa A
|    |            | Japonia | Tajlandia | Uzbekistan | Indie | Konfrontacje Z–P | Mecze Z–P | Sety Z–P | Miejsce |
| 20 | Japonia    |         | 2:1       | 1:2        | 2:1   | 2–1              | 5–4       | 12–9     | 1.      |
| 24 | Tajlandia  | 1:2     |           | 3:0        | 3:0   | 2–1              | 7–2       | 15–8     | 2.      |
| 29 | Uzbekistan | 2:1     | 0:3       |            | 0:3   | 1–2              | 2–7       | 6–15     | 4.      |
| 38 | Indie      | 1:2     | 0:3       | 3:0        |       | 1–2              | 4–5       | 9–10     | 3.      |

#### Wyniki

##### Japonia – Uzbekistan
| Japonia 1 | Hua Hin Centennial Sports Club, Hua Hin, Tajlandia 3 lutego 2016 Twarda | Hua Hin Centennial Sports Club, Hua Hin, Tajlandia 3 lutego 2016 Twarda | Uzbekistan 2 |     |     |  |
| \| \| \| \| 1 \| 2 \| 3 \| \| \| - \| \| ---------------------------------------------------------- \| ----- \| --- \| --- \| \| \| 1 \| \| Kurumi Nara Sabina Sharipova \| 3 6 \| 2 6 \| \| \| \| 2 \| \| Nao Hibino Nigina Abduraimova \| 78 66 \| 4 6 \| 3 6 \| \| \| 3 \| \| Shūko Aoyama / Eri Hozumi Akgul Amanmuradova / Arina Folts \| 6 1 \| 6 0 \| \| \| |                                                                         |                                                                         |              |     |     |  |
| |                                                                         |                                                                         | 1            | 2   | 3   |  |
| 1 | Japonia · Uzbekistan                                                    | Kurumi Nara Sabina Sharipova                                            | 3 6          | 2 6 |     |  |
| 2 | Japonia · Uzbekistan                                                    | Nao Hibino Nigina Abduraimova                                           | 78 66        | 4 6 | 3 6 |  |
| 3 | Japonia · Uzbekistan                                                    | Shūko Aoyama / Eri Hozumi Akgul Amanmuradova / Arina Folts              | 6 1          | 6 0 |     |  |

##### Tajlandia – Indie
| Tajlandia 3 | Hua Hin Centennial Sports Club, Hua Hin, Tajlandia 3 lutego 2016 Twarda | Hua Hin Centennial Sports Club, Hua Hin, Tajlandia 3 lutego 2016 Twarda  | Indie 0 |     |     |  |
| \| \| \| \| 1 \| 2 \| 3 \| \| \| - \| \| ------------------------------------------------------------------------ \| ---- \| --- \| --- \| \| \| 1 \| \| Bunyawi Thamchaiwat Prerna Bhambri \| 6 2 \| 7 5 \| \| \| \| 2 \| \| Luksika Kumkhum Ankita Raina \| 7 65 \| 6 3 \| \| \| \| 3 \| \| Kamonwan Buayam / Peangtarn Plipuech Prerna Bhambri / Prarthana Thombare \| 65 7 \| 6 2 \| 6 4 \| \| |                                                                         |                                                                          |         |     |     |  |
| |                                                                         |                                                                          | 1       | 2   | 3   |  |
| 1 | Tajlandia · Indie                                                       | Bunyawi Thamchaiwat Prerna Bhambri                                       | 6 2     | 7 5 |     |  |
| 2 | Tajlandia · Indie                                                       | Luksika Kumkhum Ankita Raina                                             | 7 65    | 6 3 |     |  |
| 3 | Tajlandia · Indie                                                       | Kamonwan Buayam / Peangtarn Plipuech Prerna Bhambri / Prarthana Thombare | 65 7    | 6 2 | 6 4 |  |

##### Japonia – Indie
| Japonia 2 | Hua Hin Centennial Sports Club, Hua Hin, Tajlandia 4 lutego 2016 Twarda | Hua Hin Centennial Sports Club, Hua Hin, Tajlandia 4 lutego 2016 Twarda | Indie 1 |     |   |  |
| \| \| \| \| 1 \| 2 \| 3 \| \| \| - \| \| ---------------------------------------------------------- \| --- \| --- \| - \| \| \| 1 \| \| Eri Hozumi Prarthana Thombare \| 6 2 \| 6 1 \| \| \| \| 2 \| \| Nao Hibino Ankita Raina \| 3 6 \| 1 6 \| \| \| \| 3 \| \| Shūko Aoyama / Eri Hozumi Sania Mirza / Prarthana Thombare \| 7 5 \| 6 3 \| \| \| |                                                                         |                                                                         |         |     |   |  |
| |                                                                         |                                                                         | 1       | 2   | 3 |  |
| 1 | Japonia · Indie                                                         | Eri Hozumi Prarthana Thombare                                           | 6 2     | 6 1 |   |  |
| 2 | Japonia · Indie                                                         | Nao Hibino Ankita Raina                                                 | 3 6     | 1 6 |   |  |
| 3 | Japonia · Indie                                                         | Shūko Aoyama / Eri Hozumi Sania Mirza / Prarthana Thombare              | 7 5     | 6 3 |   |  |

##### Tajlandia – Uzbekistan
| Tajlandia 3 | Hua Hin Centennial Sports Club, Hua Hin, Tajlandia 4 lutego 2016 Twarda | Hua Hin Centennial Sports Club, Hua Hin, Tajlandia 4 lutego 2016 Twarda      | Uzbekistan 0 |     |     |  |
| \| \| \| \| 1 \| 2 \| 3 \| \| \| - \| \| ---------------------------------------------------------------------------- \| --- \| --- \| --- \| \| \| 1 \| \| Bunyawi Thamchaiwat Sabina Sharipova \| 7 5 \| 3 6 \| 6 3 \| \| \| 2 \| \| Luksika Kumkhum Nigina Abduraimova \| 6 1 \| 5 7 \| 6 3 \| \| \| 3 \| \| Kamonwan Buayam / Peangtarn Plipuech Nigina Abduraimova / Akgul Amanmuradova \| 7 5 \| 7 5 \| \| \| |                                                                         |                                                                              |              |     |     |  |
| |                                                                         |                                                                              | 1            | 2   | 3   |  |
| 1 | Tajlandia · Uzbekistan                                                  | Bunyawi Thamchaiwat Sabina Sharipova                                         | 7 5          | 3 6 | 6 3 |  |
| 2 | Tajlandia · Uzbekistan                                                  | Luksika Kumkhum Nigina Abduraimova                                           | 6 1          | 5 7 | 6 3 |  |
| 3 | Tajlandia · Uzbekistan                                                  | Kamonwan Buayam / Peangtarn Plipuech Nigina Abduraimova / Akgul Amanmuradova | 7 5          | 7 5 |     |  |

##### Japonia – Tajlandia
| Japonia 2 | Hua Hin Centennial Sports Club, Hua Hin, Tajlandia 5 lutego 2016 Twarda | Hua Hin Centennial Sports Club, Hua Hin, Tajlandia 5 lutego 2016 Twarda | Tajlandia 1 |     |     |  |
| \| \| \| \| 1 \| 2 \| 3 \| \| \| - \| \| -------------------------------------------------------------- \| --- \| --- \| --- \| \| \| 1 \| \| Eri Hozumi Bunyawi Thamchaiwat \| 6 4 \| 5 7 \| 4 6 \| \| \| 2 \| \| Nao Hibino Luksika Kumkhum \| 0 6 \| 7 5 \| 6 1 \| \| \| 3 \| \| Shūko Aoyama / Eri Hozumi Kamonwan Buayam / Peangtarn Plipuech \| 7 5 \| 6 0 \| \| \| |                                                                         |                                                                         |             |     |     |  |
| |                                                                         |                                                                         | 1           | 2   | 3   |  |
| 1 | Japonia · Tajlandia                                                     | Eri Hozumi Bunyawi Thamchaiwat                                          | 6 4         | 5 7 | 4 6 |  |
| 2 | Japonia · Tajlandia                                                     | Nao Hibino Luksika Kumkhum                                              | 0 6         | 7 5 | 6 1 |  |
| 3 | Japonia · Tajlandia                                                     | Shūko Aoyama / Eri Hozumi Kamonwan Buayam / Peangtarn Plipuech          | 7 5         | 6 0 |     |  |

##### Uzbekistan – Indie
| Uzbekistan 0 | Hua Hin Centennial Sports Club, Hua Hin, Tajlandia 5 lutego 2016 Twarda | Hua Hin Centennial Sports Club, Hua Hin, Tajlandia 5 lutego 2016 Twarda | Indie 3 |     |   |  |
| \| \| \| \| 1 \| 2 \| 3 \| \| \| - \| \| ----------------------------------------------------------- \| --- \| --- \| - \| \| \| 1 \| \| Sabina Sharipova Prerna Bhambri \| 1 6 \| 1 6 \| \| \| \| 2 \| \| Nigina Abduraimova Ankita Raina \| 1 6 \| 0 6 \| \| \| \| 3 \| \| Akgul Amanmuradova / Arina Folts Sania Mirza / Ankita Raina \| 2 6 \| 0 6 \| \| \| |                                                                         |                                                                         |         |     |   |  |
| |                                                                         |                                                                         | 1       | 2   | 3 |  |
| 1 | Uzbekistan · Indie                                                      | Sabina Sharipova Prerna Bhambri                                         | 1 6     | 1 6 |   |  |
| 2 | Uzbekistan · Indie                                                      | Nigina Abduraimova Ankita Raina                                         | 1 6     | 0 6 |   |  |
| 3 | Uzbekistan · Indie                                                      | Akgul Amanmuradova / Arina Folts Sania Mirza / Ankita Raina             | 2 6     | 0 6 |   |  |

### Grupa B
|    |                  | Kazachstan | Chiny | Korea Południowa | Chińskie Tajpej | Konfrontacje Z–P | Mecze Z–P | Sety Z–P | Miejsce |
| 22 | Kazachstan       |            | 0:3   | 3:0              | 1:2             | 1–2              | 4–5       | 9–10     | 3.      |
| 27 | Chiny            | 3:0        |       | 2:1              | 1:2             | 2–1              | 6–3       | 15–8     | 2.      |
| 32 | Korea Południowa | 0:3        | 1:2   |                  | 1:2             | 0–3              | 2–7       | 5–15     | 4.      |
| 49 | Chińskie Tajpej  | 2:1        | 2:1   | 2:1              |                 | 3–0              | 6–3       | 13–9     | 1.      |

#### Wyniki

##### Kazachstan – Korea Południowa
| Kazachstan 3 | Hua Hin Centennial Sports Club, Hua Hin, Tajlandia 3 lutego 2016 Twarda | Hua Hin Centennial Sports Club, Hua Hin, Tajlandia 3 lutego 2016 Twarda | Korea Południowa 0 |     |   |  |
| \| \| \| \| 1 \| 2 \| 3 \| \| \| - \| \| --------------------------------------------------------------- \| --- \| --- \| - \| \| \| 1 \| \| Jarosława Szwiedowa Han Na-lae \| 7 5 \| 6 3 \| \| \| \| 2 \| \| Zarina Dijas Jang Su-jeong \| 6 1 \| 6 3 \| \| \| \| 3 \| \| Jarosława Szwiedowa / Galina Woskobojewa Han Na-lae / Lee So-ra \| 6 2 \| 6 3 \| \| \| |                                                                         |                                                                         |                    |     |   |  |
| |                                                                         |                                                                         | 1                  | 2   | 3 |  |
| 1 | Kazachstan · Korea Południowa                                           | Jarosława Szwiedowa Han Na-lae                                          | 7 5                | 6 3 |   |  |
| 2 | Kazachstan · Korea Południowa                                           | Zarina Dijas Jang Su-jeong                                              | 6 1                | 6 3 |   |  |
| 3 | Kazachstan · Korea Południowa                                           | Jarosława Szwiedowa / Galina Woskobojewa Han Na-lae / Lee So-ra         | 6 2                | 6 3 |   |  |

##### Chiny – Chińskie Tajpej
| Chiny 1 | Hua Hin Centennial Sports Club, Hua Hin, Tajlandia 3 lutego 2016 Twarda | Hua Hin Centennial Sports Club, Hua Hin, Tajlandia 3 lutego 2016 Twarda | Chińskie Tajpej 2 |     |     |  |
| \| \| \| \| 1 \| 2 \| 3 \| \| \| - \| \| ------------------------------------------------------ \| ---- \| --- \| --- \| \| \| 1 \| \| Wang Qiang Chang Kai-chen \| 3 6 \| 6 3 \| 4 6 \| \| \| 2 \| \| Zheng Saisai Hsieh Su-wei \| 7 65 \| 5 7 \| 3 6 \| \| \| 3 \| \| Liang Chen / Wang Yafan Chan Hao-ching / Chan Yung-jan \| 6 3 \| 5 7 \| 6 0 \| \| |                                                                         |                                                                         |                   |     |     |  |
| |                                                                         |                                                                         | 1                 | 2   | 3   |  |
| 1 |                                                                         | Wang Qiang Chang Kai-chen                                               | 3 6               | 6 3 | 4 6 |  |
| 2 |                                                                         | Zheng Saisai Hsieh Su-wei                                               | 7 65              | 5 7 | 3 6 |  |
| 3 |                                                                         | Liang Chen / Wang Yafan Chan Hao-ching / Chan Yung-jan                  | 6 3               | 5 7 | 6 0 |  |

##### Kazachstan – Chińskie Tajpej
| Kazachstan 1 | Hua Hin Centennial Sports Club, Hua Hin, Tajlandia 4 lutego 2016 Twarda | Hua Hin Centennial Sports Club, Hua Hin, Tajlandia 4 lutego 2016 Twarda | Chińskie Tajpej 2 |      |      |  |
| \| \| \| \| 1 \| 2 \| 3 \| \| \| - \| \| ----------------------------------------------------------------------- \| --- \| ---- \| ---- \| \| \| 1 \| \| Jarosława Szwiedowa Chang Kai-chen \| 6 4 \| 62 7 \| 64 7 \| \| \| 2 \| \| Zarina Dijas Hsieh Su-wei \| 6 3 \| 6 1 \| \| \| \| 3 \| \| Jarosława Szwiedowa / Galina Woskobojewa Chan Hao-ching / Chan Yung-jan \| 4 6 \| 0 6 \| \| \| |                                                                         |                                                                         |                   |      |      |  |
| |                                                                         |                                                                         | 1                 | 2    | 3    |  |
| 1 | Kazachstan                                                              | Jarosława Szwiedowa Chang Kai-chen                                      | 6 4               | 62 7 | 64 7 |  |
| 2 | Kazachstan                                                              | Zarina Dijas Hsieh Su-wei                                               | 6 3               | 6 1  |      |  |
| 3 | Kazachstan                                                              | Jarosława Szwiedowa / Galina Woskobojewa Chan Hao-ching / Chan Yung-jan | 4 6               | 0 6  |      |  |

##### Chiny – Korea Południowa
| Chiny 2 | Hua Hin Centennial Sports Club, Hua Hin, Tajlandia 4 lutego 2016 Twarda | Hua Hin Centennial Sports Club, Hua Hin, Tajlandia 4 lutego 2016 Twarda | Korea Południowa 1 |     |     |  |
| \| \| \| \| 1 \| 2 \| 3 \| \| \| - \| \| ---------------------------------------------- \| --- \| --- \| --- \| \| \| 1 \| \| Wang Yafan Han Na-lae \| 6 3 \| 2 6 \| 5 7 \| \| \| 2 \| \| Wang Qiang Jang Su-jeong \| 6 3 \| 4 6 \| 6 0 \| \| \| 3 \| \| Liang Chen / Wang Yafan Han Na-lae / Lee So-ra \| 6 2 \| 6 1 \| \| \| |                                                                         |                                                                         |                    |     |     |  |
| |                                                                         |                                                                         | 1                  | 2   | 3   |  |
| 1 | Korea Południowa                                                        | Wang Yafan Han Na-lae                                                   | 6 3                | 2 6 | 5 7 |  |
| 2 | Korea Południowa                                                        | Wang Qiang Jang Su-jeong                                                | 6 3                | 4 6 | 6 0 |  |
| 3 | Korea Południowa                                                        | Liang Chen / Wang Yafan Han Na-lae / Lee So-ra                          | 6 2                | 6 1 |     |  |

##### Kazachstan – Chiny
| Kazachstan 0 | Hua Hin Centennial Sports Club, Hua Hin, Tajlandia 5 lutego 2016 Twarda | Hua Hin Centennial Sports Club, Hua Hin, Tajlandia 5 lutego 2016 Twarda | Chiny 3 |     |   |       |
| \| \| \| \| 1 \| 2 \| 3 \| \| \| - \| \| ---------------------------------------------------------------- \| --- \| --- \| - \| ----- \| \| 1 \| \| Galina Woskobojewa Wang Qiang \| 2 6 \| 2 6 \| \| \| \| 2 \| \| Julija Putincewa Zheng Saisai \| 3 6 \| 3 6 \| \| \| \| 3 \| \| Jarosława Szwiedowa / Galina Woskobojewa Liang Chen / Wang Yafan \| 2 3 \| \| \| krecz \| |                                                                         |                                                                         |         |     |   |       |
| |                                                                         |                                                                         | 1       | 2   | 3 |       |
| 1 | Kazachstan                                                              | Galina Woskobojewa Wang Qiang                                           | 2 6     | 2 6 |   |       |
| 2 | Kazachstan                                                              | Julija Putincewa Zheng Saisai                                           | 3 6     | 3 6 |   |       |
| 3 | Kazachstan                                                              | Jarosława Szwiedowa / Galina Woskobojewa Liang Chen / Wang Yafan        | 2 3     |     |   | krecz |

##### Korea Południowa – Chińskie Tajpej
| Korea Południowa 1 | Hua Hin Centennial Sports Club, Hua Hin, Tajlandia 5 lutego 2016 Twarda | Hua Hin Centennial Sports Club, Hua Hin, Tajlandia 5 lutego 2016 Twarda | Chińskie Tajpej 2 |     |   |  |
| \| \| \| \| 1 \| 2 \| 3 \| \| \| - \| \| --------------------------------------------------------- \| ---- \| --- \| - \| \| \| 1 \| \| Han Na-lae Chang Kai-chen \| 7 61 \| 6 4 \| \| \| \| 2 \| \| Jang Su-jeong Hsieh Su-wei \| 65 7 \| 2 6 \| \| \| \| 3 \| \| Han Na-lae / Jang Su-jeong Chan Hao-ching / Chan Yung-jan \| 3 6 \| 5 7 \| \| \| |                                                                         |                                                                         |                   |     |   |  |
| |                                                                         |                                                                         | 1                 | 2   | 3 |  |
| 1 | Korea Południowa                                                        | Han Na-lae Chang Kai-chen                                               | 7 61              | 6 4 |   |  |
| 2 | Korea Południowa                                                        | Jang Su-jeong Hsieh Su-wei                                              | 65 7              | 2 6 |   |  |
| 3 | Korea Południowa                                                        | Han Na-lae / Jang Su-jeong Chan Hao-ching / Chan Yung-jan               | 3 6               | 5 7 |   |  |

### Play-off
| Miejsce    | Drużyna A  | Wynik | Drużyna B        |
| ---------- | ---------- | ----- | ---------------- |
| Awans      | Japonia    | 1–2   | Chińskie Tajpej  |
| 3. miejsce | Tajlandia  | 1–2   | Chiny            |
| 5. miejsce | Indie      | 3–0   | Kazachstan       |
| Spadek     | Uzbekistan | 0–3   | Korea Południowa |

#### Mecz o awans do baraży o Grupę Światową II

##### Japonia – Chińskie Tajpej
| Japonia 1 | Hua Hin Centennial Sports Club, Hua Hin, Tajlandia 6 lutego 2016 Twarda | Hua Hin Centennial Sports Club, Hua Hin, Tajlandia 6 lutego 2016 Twarda | Chińskie Tajpej 2 |     |     |  |
| \| \| \| \| 1 \| 2 \| 3 \| \| \| - \| \| -------------------------------------------------------- \| --- \| --- \| --- \| \| \| 1 \| \| Kurumi Nara Chang Kai-chen \| 6 1 \| 6 4 \| \| \| \| 2 \| \| Nao Hibino Hsieh Su-wei \| 6 4 \| 3 6 \| 3 6 \| \| \| 3 \| \| Shūko Aoyama / Eri Hozumi Chan Hao-ching / Chan Yung-jan \| 3 6 \| 3 6 \| \| \| |                                                                         |                                                                         |                   |     |     |  |
| |                                                                         |                                                                         | 1                 | 2   | 3   |  |
| 1 | Japonia                                                                 | Kurumi Nara Chang Kai-chen                                              | 6 1               | 6 4 |     |  |
| 2 | Japonia                                                                 | Nao Hibino Hsieh Su-wei                                                 | 6 4               | 3 6 | 3 6 |  |
| 3 | Japonia                                                                 | Shūko Aoyama / Eri Hozumi Chan Hao-ching / Chan Yung-jan                | 3 6               | 3 6 |     |  |

#### Mecz o 3. miejsce

##### Tajlandia – Chiny
| Tajlandia 1 | Hua Hin Centennial Sports Club, Hua Hin, Tajlandia 6 lutego 2016 Twarda | Hua Hin Centennial Sports Club, Hua Hin, Tajlandia 6 lutego 2016 Twarda | Chiny 2 |      |     |  |
| \| \| \| \| 1 \| 2 \| 3 \| \| \| - \| \| ------------------------------------------------------------ \| --- \| ---- \| --- \| \| \| 1 \| \| Kamonwan Buayam Wang Yafan \| 2 6 \| 7 63 \| 2 6 \| \| \| 2 \| \| Peangtarn Plipuech Wang Qiang \| 2 6 \| 6 4 \| 2 6 \| \| \| 3 \| \| Luksika Kumkhum / Peangtarn Plipuech Liang Chen / Wang Qiang \| 5 7 \| 7 62 \| 6 4 \| \| |                                                                         |                                                                         |         |      |     |  |
| |                                                                         |                                                                         | 1       | 2    | 3   |  |
| 1 | Tajlandia                                                               | Kamonwan Buayam Wang Yafan                                              | 2 6     | 7 63 | 2 6 |  |
| 2 | Tajlandia                                                               | Peangtarn Plipuech Wang Qiang                                           | 2 6     | 6 4  | 2 6 |  |
| 3 | Tajlandia                                                               | Luksika Kumkhum / Peangtarn Plipuech Liang Chen / Wang Qiang            | 5 7     | 7 62 | 6 4 |  |

#### Mecz o 5. miejsce

##### Indie – Kazachstan
| Indie 3 | Hua Hin Centennial Sports Club, Hua Hin, Tajlandia 6 lutego 2016 Twarda | Hua Hin Centennial Sports Club, Hua Hin, Tajlandia 6 lutego 2016 Twarda    | Kazachstan 0 |     |     |       |
| \| \| \| \| 1 \| 2 \| 3 \| \| \| - \| \| -------------------------------------------------------------------------- \| ---- \| --- \| --- \| ----- \| \| 1 \| \| Prerna Bhambri Galina Woskobojewa \| 6 2 \| 4 6 \| 6 2 \| \| \| 2 \| \| Ankita Raina Jarosława Szwiedowa \| 7 62 \| 6 0 \| \| krecz \| \| 3 \| \| Ankita Raina / Prarthana Thombare Jarosława Szwiedowa / Galina Woskobojewa \| 6 0 \| 6 0 \| \| w/o \| |                                                                         |                                                                            |              |     |     |       |
| |                                                                         |                                                                            | 1            | 2   | 3   |       |
| 1 | Indie · Kazachstan                                                      | Prerna Bhambri Galina Woskobojewa                                          | 6 2          | 4 6 | 6 2 |       |
| 2 | Indie · Kazachstan                                                      | Ankita Raina Jarosława Szwiedowa                                           | 7 62         | 6 0 |     | krecz |
| 3 | Indie · Kazachstan                                                      | Ankita Raina / Prarthana Thombare Jarosława Szwiedowa / Galina Woskobojewa | 6 0          | 6 0 |     | w/o   |

#### Mecz o utrzymanie

##### Uzbekistan – Korea Południowa
| Uzbekistan 0 | Hua Hin Centennial Sports Club, Hua Hin, Tajlandia 6 lutego 2016 Twarda | Hua Hin Centennial Sports Club, Hua Hin, Tajlandia 6 lutego 2016 Twarda | Korea Południowa 3 |       |     |     |
| \| \| \| \| 1 \| 2 \| 3 \| \| \| - \| \| ----------------------------------------------------------- \| --- \| ----- \| --- \| --- \| \| 1 \| \| Arina Folts Han Na-lae \| 0 6 \| 78 66 \| 0 6 \| \| \| 2 \| \| Nigina Abduraimova Jang Su-jeong \| 3 6 \| 0 6 \| \| \| \| 3 \| \| Nigina Abduraimova / Arina Folts Han Na-lae / Jang Su-jeong \| 0 6 \| 0 6 \| \| w/o \| |                                                                         |                                                                         |                    |       |     |     |
| |                                                                         |                                                                         | 1                  | 2     | 3   |     |
| 1 | Uzbekistan · Korea Południowa                                           | Arina Folts Han Na-lae                                                  | 0 6                | 78 66 | 0 6 |     |
| 2 | Uzbekistan · Korea Południowa                                           | Nigina Abduraimova Jang Su-jeong                                        | 3 6                | 0 6   |     |     |
| 3 | Uzbekistan · Korea Południowa                                           | Nigina Abduraimova / Arina Folts Han Na-lae / Jang Su-jeong             | 0 6                | 0 6   |     | w/o |

### Klasyfikacja końcowa
| Chińskie Tajpej  | awans do Baraży o Grupę Światową II      |
| Japonia          | 2. miejsce w Grupie I strefy azjatyckiej |
| Chiny            | 3. miejsce w Grupie I strefy azjatyckiej |
| Tajlandia        | 4. miejsce w Grupie I strefy azjatyckiej |
| Indie            | 5. miejsce w Grupie I strefy azjatyckiej |
| Kazachstan       | 6. miejsce w Grupie I strefy azjatyckiej |
| Korea Południowa | 7. miejsce w Grupie I strefy azjatyckiej |
| Uzbekistan'      | spadek do Grupy II strefy azjatyckiej    |

## Grupa II
- Miejsce rozgrywek: True Arena Hua Hin, Hua Hin, Tajlandia[18]
- Data: 11–16 kwietnia 2016
- Nawierzchnia: Twarda
- Format: faza grupowa – 11 reprezentacji w dwóch grupach

### Uczestniczące reprezentacje
| Bahrajn                                                   | Filipiny                                               | Hongkong                                                 | Indonezja                                                       | Iran                                                            | Kirgistan                                                |
| --------------------------------------------------------- | ------------------------------------------------------ | -------------------------------------------------------- | --------------------------------------------------------------- | --------------------------------------------------------------- | -------------------------------------------------------- |
| Malak Jasim Fardan Nazli Nader Redha Maram Mohamed Sharif | Khim Iglupas Katharina Lehnert Anna Clarice Patrimonio | Zhang Ling Wu Ho-ching Ng Man Ying Maggie Sher Chun-Wing | Beatrice Gumulya Lavinia Tananta Deria Nur Haliza Jessy Rompies | Ghazaleh Torkaman Sara Amiri Sadaf Sadeghvaziri Ghazal Pakbaten | Nelli Bujuklianowa Alina Łazariewa Tansykai Zhakshybaeva |

| Malezja                                                    | Pakistan                                     | Singapur                                                       | Sri Lanka                                                                     | Wyspy Oceanii                                                  |
| ---------------------------------------------------------- | -------------------------------------------- | -------------------------------------------------------------- | ----------------------------------------------------------------------------- | -------------------------------------------------------------- |
| Jawairiah Noordin Theiviya Selvarajoo Nurin Nabilah Roslan | Ushna Suhail Sara Mansoor Sarah Mahboob Khan | Stefanie Tan Charmaine Shi Yi Seah Yee Loon Goh Ashley Kei Yim | Nethmi Himashi Waduge Thisuri Molligoda Medhira Samarasinghe Amreetha Muttiah | Steffi Carruthers Abigail Tere-Apisah Ayana Rengiil Mayka Zima |

### Grupa A
|   |               | Filipiny        | Hongkong        | Wyspy Oceanii   | Iran            | Bahrajn         | Konfrontacje W–L | Mecze W–L | Sety W–L | Miejsce |
| 1 | Filipiny      |                 | 2:1 14 kwietnia | 2:1 13 kwietnia | 3:0 11 kwietnia | 2:0 15 kwietnia | 4–0              | 9–2       | 18–4     | 1.      |
|   | Hongkong      | 1:2 14 kwietnia |                 | 2:1 11 kwietnia | 2:0 15 kwietnia | 3:0 12 kwietnia | 3–1              | 8–3       | 17–7     | 2.      |
|   | Wyspy Oceanii | 1:2 13 kwietnia | 1:2 11 kwietnia |                 | 3:0 12 kwietnia | 3:0 14 kwietnia | 2–2              | 8–4       | 16–9     | 3.      |
|   | Iran          | 0:3 11 kwietnia | 0:2 15 kwietnia | 0:3 12 kwietnia |                 | 3:0 13 kwietnia | 1–3              | 3–8       | 7–16     | 4.      |
|   | Bahrajn       | 0:2 15 kwietnia | 0:3 12 kwietnia | 0:3 14 kwietnia | 0:3 13 kwietnia |                 | 0–4              | 0–11      | 0–22     | 5.      |

#### Wyniki

##### Filipiny – Iran
| Filipiny · 3 | True Arena Hua Hin, Hua Hin, Tajlandia 11 kwietnia 2016 Twarda | True Arena Hua Hin, Hua Hin, Tajlandia 11 kwietnia 2016 Twarda         | Iran · 0 |     |   |  |
| \| \| \| \| 1 \| 2 \| 3 \| \| \| - \| \| ---------------------------------------------------------------------- \| --- \| --- \| - \| \| \| 1 \| \| Khim Iglupas Sadaf Sadeghvaziri \| 6 0 \| 6 0 \| \| \| \| 2 \| \| Katharina Lehnert Sara Amiri \| 6 1 \| 6 4 \| \| \| \| 3 \| \| Khim Iglupas / Anna Clarice Patrimonio Sara Amiri / Sadaf Sadeghvaziri \| 6 1 \| 6 4 \| \| \| |                                                                |                                                                        |          |     |   |  |
| |                                                                |                                                                        | 1        | 2   | 3 |  |
| 1 | Filipiny                                                       | Khim Iglupas Sadaf Sadeghvaziri                                        | 6 0      | 6 0 |   |  |
| 2 | Filipiny                                                       | Katharina Lehnert Sara Amiri                                           | 6 1      | 6 4 |   |  |
| 3 | Filipiny                                                       | Khim Iglupas / Anna Clarice Patrimonio Sara Amiri / Sadaf Sadeghvaziri | 6 1      | 6 4 |   |  |

##### Hongkong – Wyspy Oceanii
| Hongkong · 2 | True Arena Hua Hin, Hua Hin, Tajlandia 11 kwietnia 2016 Twarda | True Arena Hua Hin, Hua Hin, Tajlandia 11 kwietnia 2016 Twarda      | brak flagi · 1 |     |     |  |
| \| \| \| \| 1 \| 2 \| 3 \| \| \| - \| \| ------------------------------------------------------------------- \| --- \| --- \| --- \| \| \| 1 \| \| Ng Man Ying Maggie Abigail Tere-Apisah \| 6 2 \| 1 6 \| 5 7 \| \| \| 2 \| \| Zhang Ling Steffi Carruthers \| 7 5 \| 6 3 \| \| \| \| 3 \| \| Sher Chun-Wing / Zhang Ling Steffi Carruthers / Abigail Tere-Apisah \| 6 3 \| 6 2 \| \| \| |                                                                |                                                                     |                |     |     |  |
| |                                                                |                                                                     | 1              | 2   | 3   |  |
| 1 | Hongkong                                                       | Ng Man Ying Maggie Abigail Tere-Apisah                              | 6 2            | 1 6 | 5 7 |  |
| 2 | Hongkong                                                       | Zhang Ling Steffi Carruthers                                        | 7 5            | 6 3 |     |  |
| 3 | Hongkong                                                       | Sher Chun-Wing / Zhang Ling Steffi Carruthers / Abigail Tere-Apisah | 6 3            | 6 2 |     |  |

##### Hongkong – Bahrajn
| Hongkong · 3 | True Arena Hua Hin, Hua Hin, Tajlandia 12 kwietnia 2016 Twarda | True Arena Hua Hin, Hua Hin, Tajlandia 12 kwietnia 2016 Twarda               | Bahrajn · 0 |     |   |  |
| \| \| \| \| 1 \| 2 \| 3 \| \| \| - \| \| ---------------------------------------------------------------------------- \| --- \| --- \| - \| \| \| 1 \| \| Wu Ho-ching Malak Jasim Fardan \| 6 0 \| 6 0 \| \| \| \| 2 \| \| Zhang Ling Nazli Nader Redha \| 6 0 \| 6 0 \| \| \| \| 3 \| \| Ng Man Ying Maggie / Sher Chun-Wing Nazli Nader Redha / Maram Mohamed Sharif \| 6 0 \| 6 0 \| \| \| |                                                                |                                                                              |             |     |   |  |
| |                                                                |                                                                              | 1           | 2   | 3 |  |
| 1 | Hongkong · Bahrajn                                             | Wu Ho-ching Malak Jasim Fardan                                               | 6 0         | 6 0 |   |  |
| 2 | Hongkong · Bahrajn                                             | Zhang Ling Nazli Nader Redha                                                 | 6 0         | 6 0 |   |  |
| 3 | Hongkong · Bahrajn                                             | Ng Man Ying Maggie / Sher Chun-Wing Nazli Nader Redha / Maram Mohamed Sharif | 6 0         | 6 0 |   |  |

##### Wyspy Pacyfiku – Iran
| brak flagi · 3 | True Arena Hua Hin, Hua Hin, Tajlandia 12 kwietnia 2016 Twarda | True Arena Hua Hin, Hua Hin, Tajlandia 12 kwietnia 2016 Twarda | Iran · 0 |     |   |  |
| \| \| \| \| 1 \| 2 \| 3 \| \| \| - \| \| --------------------------------------------------------- \| --- \| --- \| - \| \| \| 1 \| \| Abigail Tere-Apisah Sadaf Sadeghvaziri \| 6 1 \| 6 1 \| \| \| \| 2 \| \| Steffi Carruthers Sara Amiri \| 6 0 \| 6 1 \| \| \| \| 3 \| \| Ayana Rengiil / Mayka Zima Sara Amiri / Ghazaleh Torkaman \| 6 4 \| 6 2 \| \| \| |                                                                |                                                                |          |     |   |  |
| |                                                                |                                                                | 1        | 2   | 3 |  |
| 1 |                                                                | Abigail Tere-Apisah Sadaf Sadeghvaziri                         | 6 1      | 6 1 |   |  |
| 2 |                                                                | Steffi Carruthers Sara Amiri                                   | 6 0      | 6 1 |   |  |
| 3 |                                                                | Ayana Rengiil / Mayka Zima Sara Amiri / Ghazaleh Torkaman      | 6 4      | 6 2 |   |  |

##### Filipiny – Wyspy Oceanii
| Filipiny · 2 | True Arena Hua Hin, Hua Hin, Tajlandia 13 kwietnia 2016 Twarda | True Arena Hua Hin, Hua Hin, Tajlandia 13 kwietnia 2016 Twarda           | brak flagi · 1 |     |   |  |
| \| \| \| \| 1 \| 2 \| 3 \| \| \| - \| \| ------------------------------------------------------------------------ \| --- \| --- \| - \| \| \| 1 \| \| Anna Clarice Patrimonio Abigail Tere-Apisah \| 1 6 \| 0 6 \| \| \| \| 2 \| \| Katharina Lehnert Steffi Carruthers \| 6 0 \| 6 2 \| \| \| \| 3 \| \| Khim Iglupas / Katharina Lehnert Steffi Carruthers / Abigail Tere-Apisah \| 6 4 \| 6 3 \| \| \| |                                                                |                                                                          |                |     |   |  |
| |                                                                |                                                                          | 1              | 2   | 3 |  |
| 1 | Filipiny                                                       | Anna Clarice Patrimonio Abigail Tere-Apisah                              | 1 6            | 0 6 |   |  |
| 2 | Filipiny                                                       | Katharina Lehnert Steffi Carruthers                                      | 6 0            | 6 2 |   |  |
| 3 | Filipiny                                                       | Khim Iglupas / Katharina Lehnert Steffi Carruthers / Abigail Tere-Apisah | 6 4            | 6 3 |   |  |

##### Iran – Bahrajn
| Iran · 3 | True Arena Hua Hin, Hua Hin, Tajlandia 13 kwietnia 2016 Twarda | True Arena Hua Hin, Hua Hin, Tajlandia 13 kwietnia 2016 Twarda            | Bahrajn · 0 |     |   |  |
| \| \| \| \| 1 \| 2 \| 3 \| \| \| - \| \| ------------------------------------------------------------------------- \| --- \| --- \| - \| \| \| 1 \| \| Sadaf Sadeghvaziri Nazli Nader Redha \| 6 0 \| 6 0 \| \| \| \| 2 \| \| Sara Amiri Maram Mohamed Sharif \| 6 0 \| 6 1 \| \| \| \| 3 \| \| Sara Amiri / Sadaf Sadeghvaziri Malak Jasim Fardan / Maram Mohamed Sharif \| 6 0 \| 6 0 \| \| \| |                                                                |                                                                           |             |     |   |  |
| |                                                                |                                                                           | 1           | 2   | 3 |  |
| 1 | Bahrajn                                                        | Sadaf Sadeghvaziri Nazli Nader Redha                                      | 6 0         | 6 0 |   |  |
| 2 | Bahrajn                                                        | Sara Amiri Maram Mohamed Sharif                                           | 6 0         | 6 1 |   |  |
| 3 | Bahrajn                                                        | Sara Amiri / Sadaf Sadeghvaziri Malak Jasim Fardan / Maram Mohamed Sharif | 6 0         | 6 0 |   |  |

##### Filipiny – Hongkong
| Filipiny · 2 | True Arena Hua Hin, Hua Hin, Tajlandia 14 kwietnia 2016 Twarda | True Arena Hua Hin, Hua Hin, Tajlandia 14 kwietnia 2016 Twarda             | Hongkong · 1 |     |   |  |
| \| \| \| \| 1 \| 2 \| 3 \| \| \| - \| \| -------------------------------------------------------------------------- \| --- \| --- \| - \| \| \| 1 \| \| Khim Iglupas Wu Ho-ching \| 6 4 \| 7 5 \| \| \| \| 2 \| \| Katharina Lehnert Zhang Ling \| 6 1 \| 6 4 \| \| \| \| 3 \| \| Khim Iglupas / Anna Clarice Patrimonio Ng Man Ying Maggie / Sher Chun-Wing \| 4 6 \| 5 7 \| \| \| |                                                                |                                                                            |              |     |   |  |
| |                                                                |                                                                            | 1            | 2   | 3 |  |
| 1 | Filipiny · Hongkong                                            | Khim Iglupas Wu Ho-ching                                                   | 6 4          | 7 5 |   |  |
| 2 | Filipiny · Hongkong                                            | Katharina Lehnert Zhang Ling                                               | 6 1          | 6 4 |   |  |
| 3 | Filipiny · Hongkong                                            | Khim Iglupas / Anna Clarice Patrimonio Ng Man Ying Maggie / Sher Chun-Wing | 4 6          | 5 7 |   |  |

##### Wyspy Pacyfiku – Bahrajn
| brak flagi · 3 | True Arena Hua Hin, Hua Hin, Tajlandia 14 kwietnia 2016 Twarda | True Arena Hua Hin, Hua Hin, Tajlandia 14 kwietnia 2016 Twarda      | Bahrajn · 0 |     |   |  |
| \| \| \| \| 1 \| 2 \| 3 \| \| \| - \| \| ------------------------------------------------------------------- \| --- \| --- \| - \| \| \| 1 \| \| Mayka Zima Malak Jasim Fardan \| 6 0 \| 6 0 \| \| \| \| 2 \| \| Ayana Rengiil Nazli Nader Redha \| 6 0 \| 6 0 \| \| \| \| 3 \| \| Ayana Rengiil / Mayka Zima Nazli Nader Redha / Maram Mohamed Sharif \| 6 0 \| 6 0 \| \| \| |                                                                |                                                                     |             |     |   |  |
| |                                                                |                                                                     | 1           | 2   | 3 |  |
| 1 | Bahrajn                                                        | Mayka Zima Malak Jasim Fardan                                       | 6 0         | 6 0 |   |  |
| 2 | Bahrajn                                                        | Ayana Rengiil Nazli Nader Redha                                     | 6 0         | 6 0 |   |  |
| 3 | Bahrajn                                                        | Ayana Rengiil / Mayka Zima Nazli Nader Redha / Maram Mohamed Sharif | 6 0         | 6 0 |   |  |

##### Filipiny – Bahrajn
| Filipiny · 2 | True Arena Hua Hin, Hua Hin, Tajlandia 15 kwietnia 2016 Twarda | True Arena Hua Hin, Hua Hin, Tajlandia 15 kwietnia 2016 Twarda                | Bahrajn · 0 |     |   |               |
| \| \| \| \| 1 \| 2 \| 3 \| \| \| - \| \| ----------------------------------------------------------------------------- \| --- \| --- \| - \| ------------- \| \| 1 \| \| Khim Iglupas Nazli Nader Redha \| 6 0 \| 6 0 \| \| \| \| 2 \| \| Anna Clarice Patrimonio Maram Mohamed Sharif \| 6 0 \| 6 0 \| \| \| \| 3 \| \| Khim Iglupas / Anna Clarice Patrimonio Malak Jasim Fardan / Nazli Nader Redha \| \| \| \| nie rozegrano \| |                                                                |                                                                               |             |     |   |               |
| |                                                                |                                                                               | 1           | 2   | 3 |               |
| 1 | Filipiny · Bahrajn                                             | Khim Iglupas Nazli Nader Redha                                                | 6 0         | 6 0 |   |               |
| 2 | Filipiny · Bahrajn                                             | Anna Clarice Patrimonio Maram Mohamed Sharif                                  | 6 0         | 6 0 |   |               |
| 3 | Filipiny · Bahrajn                                             | Khim Iglupas / Anna Clarice Patrimonio Malak Jasim Fardan / Nazli Nader Redha |             |     |   | nie rozegrano |

##### Hongkong – Iran
| Hongkong · 2 | True Arena Hua Hin, Hua Hin, Tajlandia 15 kwietnia 2016 Twarda | True Arena Hua Hin, Hua Hin, Tajlandia 15 kwietnia 2016 Twarda     | Iran · 0 |     |     |               |
| \| \| \| \| 1 \| 2 \| 3 \| \| \| - \| \| ------------------------------------------------------------------ \| --- \| --- \| --- \| ------------- \| \| 1 \| \| Ng Man Ying Maggie Sadaf Sadeghvaziri \| 6 2 \| 6 0 \| \| \| \| 2 \| \| Wu Ho-ching Sara Amiri \| 6 2 \| 4 6 \| 6 2 \| \| \| 3 \| \| Ng Man Ying Maggie / Sher Chun-Wing Sara Amiri / Ghazaleh Torkaman \| \| \| \| nie rozegrano \| |                                                                |                                                                    |          |     |     |               |
| |                                                                |                                                                    | 1        | 2   | 3   |               |
| 1 | Hongkong                                                       | Ng Man Ying Maggie Sadaf Sadeghvaziri                              | 6 2      | 6 0 |     |               |
| 2 | Hongkong                                                       | Wu Ho-ching Sara Amiri                                             | 6 2      | 4 6 | 6 2 |               |
| 3 | Hongkong                                                       | Ng Man Ying Maggie / Sher Chun-Wing Sara Amiri / Ghazaleh Torkaman |          |     |     | nie rozegrano |

### Grupa B
|   |           | Malezja         | Singapur        | Indonezja       | Sri Lanka       | Pakistan        | Kirgistan       | Konfrontacje W–L | Mecze W–L | Sety W–L | Miejsce |
|   | Malezja   |                 | 1:2 14 kwietnia | 2:1 15 kwietnia | 3:0 13 kwietnia | 3:0 12 kwietnia | 3:0 11 kwietnia | 4–1              | 12–3      | 23–9     | 1.      |
|   | Singapur  | 2:1 14 kwietnia |                 | 2:1 13 kwietnia | 2:1 12 kwietnia | 2:1 11 kwietnia | 1:2 15 kwietnia | 4–1              | 9–6       | 21–15    | 2.      |
| 2 | Indonezja | 1:2 15 kwietnia | 1:2 13 kwietnia |                 | 3:0 11 kwietnia | 3:0 14 kwietnia | 3:0 12 kwietnia | 3–2              | 11–4      | 25–8     | 3.      |
|   | Sri Lanka | 0:3 13 kwietnia | 1:2 12 kwietnia | 0:3 11 kwietnia |                 | 2:0 15 kwietnia | 3:0 14 kwietnia | 2–3              | 6–8       | 13–14    | 4.      |
|   | Pakistan  | 0:3 12 kwietnia | 1:2 11 kwietnia | 0:3 14 kwietnia | 0:2 15 kwietnia |                 | 3:0 13 kwietnia | 1–4              | 2–10      | 5–21     | 5.      |
|   | Kirgistan | 0:3 11 kwietnia | 2:1 15 kwietnia | 0:3 12 kwietnia | 0:3 14 kwietnia | 0:3 13 kwietnia |                 | 1–4              | 2–13      | 4–24     | 6.      |

#### Wyniki

##### Malezja – Kirgistan
| Malezja · 3 | True Arena Hua Hin, Hua Hin, Tajlandia 11 kwietnia 2016 Twarda | True Arena Hua Hin, Hua Hin, Tajlandia 11 kwietnia 2016 Twarda                | Kirgistan · 0 |     |   |  |
| \| \| \| \| 1 \| 2 \| 3 \| \| \| - \| \| ----------------------------------------------------------------------------- \| --- \| --- \| - \| \| \| 1 \| \| Theiviya Selvarajoo Alina Łazariewa \| 6 3 \| 6 0 \| \| \| \| 2 \| \| Jawairiah Noordin Nelli Bujuklianowa \| 6 0 \| 6 1 \| \| \| \| 3 \| \| Jawairiah Noordin / Nurin Nabilah Roslan Nelli Bujuklianowa / Alina Łazariewa \| 6 2 \| 6 1 \| \| \| |                                                                |                                                                               |               |     |   |  |
| |                                                                |                                                                               | 1             | 2   | 3 |  |
| 1 | Malezja · Kirgistan                                            | Theiviya Selvarajoo Alina Łazariewa                                           | 6 3           | 6 0 |   |  |
| 2 | Malezja · Kirgistan                                            | Jawairiah Noordin Nelli Bujuklianowa                                          | 6 0           | 6 1 |   |  |
| 3 | Malezja · Kirgistan                                            | Jawairiah Noordin / Nurin Nabilah Roslan Nelli Bujuklianowa / Alina Łazariewa | 6 2           | 6 1 |   |  |

##### Singapur – Pakistan
| Singapur · 2 | True Arena Hua Hin, Hua Hin, Tajlandia 11 kwietnia 2016 Twarda | True Arena Hua Hin, Hua Hin, Tajlandia 11 kwietnia 2016 Twarda | Pakistan · 1 |     |      |  |
| \| \| \| \| 1 \| 2 \| 3 \| \| \| - \| \| --------------------------------------------------------- \| --- \| --- \| ---- \| \| \| 1 \| \| Charmaine Shi Yi Seah Sarah Mahboob Khan \| 6 1 \| 6 2 \| \| \| \| 2 \| \| Stefanie Tan Ushna Suhail \| 6 0 \| 6 3 \| \| \| \| 3 \| \| Yee Loon Goh / Ashley Kei Yim Sara Mansoor / Ushna Suhail \| 1 6 \| 6 4 \| 62 7 \| \| |                                                                |                                                                |              |     |      |  |
| |                                                                |                                                                | 1            | 2   | 3    |  |
| 1 | Singapur · Pakistan                                            | Charmaine Shi Yi Seah Sarah Mahboob Khan                       | 6 1          | 6 2 |      |  |
| 2 | Singapur · Pakistan                                            | Stefanie Tan Ushna Suhail                                      | 6 0          | 6 3 |      |  |
| 3 | Singapur · Pakistan                                            | Yee Loon Goh / Ashley Kei Yim Sara Mansoor / Ushna Suhail      | 1 6          | 6 4 | 62 7 |  |

##### Indonezja – Sri Lanka
| Indonezja · 3 | True Arena Hua Hin, Hua Hin, Tajlandia 11 kwietnia 2016 Twarda | True Arena Hua Hin, Hua Hin, Tajlandia 11 kwietnia 2016 Twarda          | Sri Lanka · 0 |     |   |  |
| \| \| \| \| 1 \| 2 \| 3 \| \| \| - \| \| ----------------------------------------------------------------------- \| ---- \| --- \| - \| \| \| 1 \| \| Deria Nur Haliza Amreetha Muttiah \| 6 1 \| 6 2 \| \| \| \| 2 \| \| Beatrice Gumulya Nethmi Himashi Waduge \| 6 0 \| 6 0 \| \| \| \| 3 \| \| Jessy Rompies / Lavinia Tananta Amreetha Muttiah / Medhira Samarasinghe \| 7 63 \| 6 0 \| \| \| |                                                                |                                                                         |               |     |   |  |
| |                                                                |                                                                         | 1             | 2   | 3 |  |
| 1 | Indonezja · Sri Lanka                                          | Deria Nur Haliza Amreetha Muttiah                                       | 6 1           | 6 2 |   |  |
| 2 | Indonezja · Sri Lanka                                          | Beatrice Gumulya Nethmi Himashi Waduge                                  | 6 0           | 6 0 |   |  |
| 3 | Indonezja · Sri Lanka                                          | Jessy Rompies / Lavinia Tananta Amreetha Muttiah / Medhira Samarasinghe | 7 63          | 6 0 |   |  |

##### Malezja – Pakistan
| Malezja · 3 | True Arena Hua Hin, Hua Hin, Tajlandia 12 kwietnia 2016 Twarda | True Arena Hua Hin, Hua Hin, Tajlandia 12 kwietnia 2016 Twarda            | Pakistan · 0 |     |   |  |
| \| \| \| \| 1 \| 2 \| 3 \| \| \| - \| \| ------------------------------------------------------------------------- \| --- \| --- \| - \| \| \| 1 \| \| Nurin Nabilah Roslan Sara Mansoor \| 6 3 \| 6 4 \| \| \| \| 2 \| \| Jawairiah Noordin Ushna Suhail \| 6 1 \| 6 2 \| \| \| \| 3 \| \| Jawairiah Noordin / Theiviya Selvarajoo Sarah Mahboob Khan / Ushna Suhail \| 6 3 \| 6 0 \| \| \| |                                                                |                                                                           |              |     |   |  |
| |                                                                |                                                                           | 1            | 2   | 3 |  |
| 1 | Malezja · Pakistan                                             | Nurin Nabilah Roslan Sara Mansoor                                         | 6 3          | 6 4 |   |  |
| 2 | Malezja · Pakistan                                             | Jawairiah Noordin Ushna Suhail                                            | 6 1          | 6 2 |   |  |
| 3 | Malezja · Pakistan                                             | Jawairiah Noordin / Theiviya Selvarajoo Sarah Mahboob Khan / Ushna Suhail | 6 3          | 6 0 |   |  |

##### Singapur – Sri Lanka
| Singapur · 2 | True Arena Hua Hin, Hua Hin, Tajlandia 12 kwietnia 2016 Twarda | True Arena Hua Hin, Hua Hin, Tajlandia 12 kwietnia 2016 Twarda        | Sri Lanka · 1 |     |   |  |
| \| \| \| \| 1 \| 2 \| 3 \| \| \| - \| \| --------------------------------------------------------------------- \| --- \| --- \| - \| \| \| 1 \| \| Charmaine Shi Yi Seah Amreetha Muttiah \| 7 5 \| 6 1 \| \| \| \| 2 \| \| Stefanie Tan Nethmi Himashi Waduge \| 6 0 \| 6 0 \| \| \| \| 3 \| \| Yee Loon Goh / Ashley Kei Yim Amreetha Muttiah / Medhira Samarasinghe \| 1 6 \| 0 6 \| \| \| |                                                                |                                                                       |               |     |   |  |
| |                                                                |                                                                       | 1             | 2   | 3 |  |
| 1 | Singapur · Sri Lanka                                           | Charmaine Shi Yi Seah Amreetha Muttiah                                | 7 5           | 6 1 |   |  |
| 2 | Singapur · Sri Lanka                                           | Stefanie Tan Nethmi Himashi Waduge                                    | 6 0           | 6 0 |   |  |
| 3 | Singapur · Sri Lanka                                           | Yee Loon Goh / Ashley Kei Yim Amreetha Muttiah / Medhira Samarasinghe | 1 6           | 0 6 |   |  |

##### Indonezja – Kirgistan
| Indonezja · 3 | True Arena Hua Hin, Hua Hin, Tajlandia 12 kwietnia 2016 Twarda | True Arena Hua Hin, Hua Hin, Tajlandia 12 kwietnia 2016 Twarda          | Kirgistan · 0 |     |   |  |
| \| \| \| \| 1 \| 2 \| 3 \| \| \| - \| \| ----------------------------------------------------------------------- \| --- \| --- \| - \| \| \| 1 \| \| Jessy Rompies Alina Łazariewa \| 6 0 \| 6 0 \| \| \| \| 2 \| \| Beatrice Gumulya Nelli Bujuklianowa \| 6 0 \| 6 0 \| \| \| \| 3 \| \| Deria Nur Haliza / Lavinia Tananta Nelli Bujuklianowa / Alina Łazariewa \| 6 0 \| 6 1 \| \| \| |                                                                |                                                                         |               |     |   |  |
| |                                                                |                                                                         | 1             | 2   | 3 |  |
| 1 | Indonezja · Kirgistan                                          | Jessy Rompies Alina Łazariewa                                           | 6 0           | 6 0 |   |  |
| 2 | Indonezja · Kirgistan                                          | Beatrice Gumulya Nelli Bujuklianowa                                     | 6 0           | 6 0 |   |  |
| 3 | Indonezja · Kirgistan                                          | Deria Nur Haliza / Lavinia Tananta Nelli Bujuklianowa / Alina Łazariewa | 6 0           | 6 1 |   |  |

##### Malezja – Sri Lanka
| Malezja · 3 | True Arena Hua Hin, Hua Hin, Tajlandia 13 kwietnia 2016 Twarda | True Arena Hua Hin, Hua Hin, Tajlandia 13 kwietnia 2016 Twarda                  | Sri Lanka · 0 |     |   |       |
| \| \| \| \| 1 \| 2 \| 3 \| \| \| - \| \| ------------------------------------------------------------------------------- \| --- \| --- \| - \| ----- \| \| 1 \| \| Theiviya Selvarajoo Medhira Samarasinghe \| 6 2 \| 6 2 \| \| \| \| 2 \| \| Jawairiah Noordin Nethmi Himashi Waduge \| 6 3 \| 6 0 \| \| \| \| 3 \| \| Nurin Nabilah Roslan / Theiviya Selvarajoo Thisuri Molligoda / Amreetha Muttiah \| 3 6 \| 3 2 \| \| krecz \| |                                                                |                                                                                 |               |     |   |       |
| |                                                                |                                                                                 | 1             | 2   | 3 |       |
| 1 | Malezja · Sri Lanka                                            | Theiviya Selvarajoo Medhira Samarasinghe                                        | 6 2           | 6 2 |   |       |
| 2 | Malezja · Sri Lanka                                            | Jawairiah Noordin Nethmi Himashi Waduge                                         | 6 3           | 6 0 |   |       |
| 3 | Malezja · Sri Lanka                                            | Nurin Nabilah Roslan / Theiviya Selvarajoo Thisuri Molligoda / Amreetha Muttiah | 3 6           | 3 2 |   | krecz |

##### Indonezja – Singapur
| Indonezja · 1 | True Arena Hua Hin, Hua Hin, Tajlandia 13 kwietnia 2016 Twarda | True Arena Hua Hin, Hua Hin, Tajlandia 13 kwietnia 2016 Twarda | Singapur · 2 |     |     |  |
| \| \| \| \| 1 \| 2 \| 3 \| \| \| - \| \| ------------------------------------------------------------- \| --- \| --- \| --- \| \| \| 1 \| \| Deria Nur Haliza Charmaine Shi Yi Seah \| 6 2 \| 3 6 \| 4 6 \| \| \| 2 \| \| Beatrice Gumulya Stefanie Tan \| 6 4 \| 1 6 \| 2 6 \| \| \| 3 \| \| Jessy Rompies / Lavinia Tananta Yee Loon Goh / Ashley Kei Yim \| 6 0 \| 6 0 \| \| \| |                                                                |                                                                |              |     |     |  |
| |                                                                |                                                                | 1            | 2   | 3   |  |
| 1 | Indonezja · Singapur                                           | Deria Nur Haliza Charmaine Shi Yi Seah                         | 6 2          | 3 6 | 4 6 |  |
| 2 | Indonezja · Singapur                                           | Beatrice Gumulya Stefanie Tan                                  | 6 4          | 1 6 | 2 6 |  |
| 3 | Indonezja · Singapur                                           | Jessy Rompies / Lavinia Tananta Yee Loon Goh / Ashley Kei Yim  | 6 0          | 6 0 |     |  |

##### Pakistan – Kirgistan
| Pakistan · 3 | True Arena Hua Hin, Hua Hin, Tajlandia 13 kwietnia 2016 Twarda | True Arena Hua Hin, Hua Hin, Tajlandia 13 kwietnia 2016 Twarda         | Kirgistan · 0 |     |   |       |
| \| \| \| \| 1 \| 2 \| 3 \| \| \| - \| \| ---------------------------------------------------------------------- \| --- \| --- \| - \| ----- \| \| 1 \| \| Sara Mansoor Alina Łazariewa \| 6 4 \| \| \| krecz \| \| 2 \| \| Ushna Suhail Nelli Bujuklianowa \| 6 1 \| 6 0 \| \| \| \| 3 \| \| Sarah Mahboob Khan / Ushna Suhail Nelli Bujuklianowa / Alina Łazariewa \| \| \| \| w/o \| |                                                                |                                                                        |               |     |   |       |
| |                                                                |                                                                        | 1             | 2   | 3 |       |
| 1 | Pakistan · Kirgistan                                           | Sara Mansoor Alina Łazariewa                                           | 6 4           |     |   | krecz |
| 2 | Pakistan · Kirgistan                                           | Ushna Suhail Nelli Bujuklianowa                                        | 6 1           | 6 0 |   |       |
| 3 | Pakistan · Kirgistan                                           | Sarah Mahboob Khan / Ushna Suhail Nelli Bujuklianowa / Alina Łazariewa |               |     |   | w/o   |

##### Malezja – Singapur
| Malezja · 1 | True Arena Hua Hin, Hua Hin, Tajlandia 14 kwietnia 2016 Twarda | True Arena Hua Hin, Hua Hin, Tajlandia 14 kwietnia 2016 Twarda               | Singapur · 2 |      |     |  |
| \| \| \| \| 1 \| 2 \| 3 \| \| \| - \| \| ---------------------------------------------------------------------------- \| --- \| ---- \| --- \| \| \| 1 \| \| Theiviya Selvarajoo Charmaine Shi Yi Seah \| 3 6 \| 7 65 \| 6 3 \| \| \| 2 \| \| Jawairiah Noordin Stefanie Tan \| 1 6 \| 3 6 \| \| \| \| 3 \| \| Jawairiah Noordin / Theiviya Selvarajoo Charmaine Shi Yi Seah / Stefanie Tan \| 6 3 \| 63 7 \| 5 7 \| \| |                                                                |                                                                              |              |      |     |  |
| |                                                                |                                                                              | 1            | 2    | 3   |  |
| 1 | Malezja · Singapur                                             | Theiviya Selvarajoo Charmaine Shi Yi Seah                                    | 3 6          | 7 65 | 6 3 |  |
| 2 | Malezja · Singapur                                             | Jawairiah Noordin Stefanie Tan                                               | 1 6          | 3 6  |     |  |
| 3 | Malezja · Singapur                                             | Jawairiah Noordin / Theiviya Selvarajoo Charmaine Shi Yi Seah / Stefanie Tan | 6 3          | 63 7 | 5 7 |  |

##### Indonezja – Pakistan
| Indonezja · 3 | True Arena Hua Hin, Hua Hin, Tajlandia 14 kwietnia 2016 Twarda | True Arena Hua Hin, Hua Hin, Tajlandia 14 kwietnia 2016 Twarda | Pakistan · 0 |     |   |  |
| \| \| \| \| 1 \| 2 \| 3 \| \| \| - \| \| ------------------------------------------------------------ \| --- \| --- \| - \| \| \| 1 \| \| Jessy Rompies Sarah Mahboob Khan \| 6 1 \| 6 1 \| \| \| \| 2 \| \| Lavinia Tananta Sara Mansoor \| 6 0 \| 6 0 \| \| \| \| 3 \| \| Beatrice Gumulya / Jessy Rompies Sara Mansoor / Ushna Suhail \| 6 1 \| 6 1 \| \| \| |                                                                |                                                                |              |     |   |  |
| |                                                                |                                                                | 1            | 2   | 3 |  |
| 1 | Indonezja · Pakistan                                           | Jessy Rompies Sarah Mahboob Khan                               | 6 1          | 6 1 |   |  |
| 2 | Indonezja · Pakistan                                           | Lavinia Tananta Sara Mansoor                                   | 6 0          | 6 0 |   |  |
| 3 | Indonezja · Pakistan                                           | Beatrice Gumulya / Jessy Rompies Sara Mansoor / Ushna Suhail   | 6 1          | 6 1 |   |  |

##### Kirgistan – Sri Lanka
| Kirgistan · 0 | True Arena Hua Hin, Hua Hin, Tajlandia 14 kwietnia 2016 Twarda | True Arena Hua Hin, Hua Hin, Tajlandia 14 kwietnia 2016 Twarda               | Sri Lanka · 3 |     |   |  |
| \| \| \| \| 1 \| 2 \| 3 \| \| \| - \| \| ---------------------------------------------------------------------------- \| --- \| --- \| - \| \| \| 1 \| \| Alina Łazariewa Amreetha Muttiah \| 0 6 \| 2 6 \| \| \| \| 2 \| \| Nelli Bujuklianowa Nethmi Himashi Waduge \| 5 7 \| 1 6 \| \| \| \| 3 \| \| Nelli Bujuklianowa / Alina Łazariewa Amreetha Muttiah / Medhira Samarasinghe \| 0 6 \| 1 6 \| \| \| |                                                                |                                                                              |               |     |   |  |
| |                                                                |                                                                              | 1             | 2   | 3 |  |
| 1 | Kirgistan · Sri Lanka                                          | Alina Łazariewa Amreetha Muttiah                                             | 0 6           | 2 6 |   |  |
| 2 | Kirgistan · Sri Lanka                                          | Nelli Bujuklianowa Nethmi Himashi Waduge                                     | 5 7           | 1 6 |   |  |
| 3 | Kirgistan · Sri Lanka                                          | Nelli Bujuklianowa / Alina Łazariewa Amreetha Muttiah / Medhira Samarasinghe | 0 6           | 1 6 |   |  |

##### Indonezja – Malezja
| Indonezja · 1 | True Arena Hua Hin, Hua Hin, Tajlandia 15 kwietnia 2016 Twarda | True Arena Hua Hin, Hua Hin, Tajlandia 15 kwietnia 2016 Twarda           | Malezja · 2 |      |     |  |
| \| \| \| \| 1 \| 2 \| 3 \| \| \| - \| \| ------------------------------------------------------------------------ \| --- \| ---- \| --- \| \| \| 1 \| \| Lavinia Tananta Nurin Nabilah Roslan \| 6 0 \| 6 1 \| \| \| \| 2 \| \| Beatrice Gumulya Jawairiah Noordin \| 7 5 \| 2 6 \| 4 6 \| \| \| 3 \| \| Beatrice Gumulya / Jessy Rompies Jawairiah Noordin / Theiviya Selvarajoo \| 4 6 \| 65 7 \| \| \| |                                                                |                                                                          |             |      |     |  |
| |                                                                |                                                                          | 1           | 2    | 3   |  |
| 1 | Indonezja · Malezja                                            | Lavinia Tananta Nurin Nabilah Roslan                                     | 6 0         | 6 1  |     |  |
| 2 | Indonezja · Malezja                                            | Beatrice Gumulya Jawairiah Noordin                                       | 7 5         | 2 6  | 4 6 |  |
| 3 | Indonezja · Malezja                                            | Beatrice Gumulya / Jessy Rompies Jawairiah Noordin / Theiviya Selvarajoo | 4 6         | 65 7 |     |  |

##### Singapur – Kirgistan
| Singapur · 1 | True Arena Hua Hin, Hua Hin, Tajlandia 15 kwietnia 2016 Twarda | True Arena Hua Hin, Hua Hin, Tajlandia 15 kwietnia 2016 Twarda     | Kirgistan · 2 |     |     |  |
| \| \| \| \| 1 \| 2 \| 3 \| \| \| - \| \| ------------------------------------------------------------------ \| --- \| --- \| --- \| \| \| 1 \| \| Ashley Kei Yim Alina Łazariewa \| 6 1 \| 6 4 \| \| \| \| 2 \| \| Yee Loon Goh Nelli Bujuklianowa \| 0 6 \| 2 6 \| \| \| \| 3 \| \| Yee Loon Goh / Ashley Kei Yim Nelli Bujuklianowa / Alina Łazariewa \| 5 7 \| 6 4 \| 3 6 \| \| |                                                                |                                                                    |               |     |     |  |
| |                                                                |                                                                    | 1             | 2   | 3   |  |
| 1 | Singapur · Kirgistan                                           | Ashley Kei Yim Alina Łazariewa                                     | 6 1           | 6 4 |     |  |
| 2 | Singapur · Kirgistan                                           | Yee Loon Goh Nelli Bujuklianowa                                    | 0 6           | 2 6 |     |  |
| 3 | Singapur · Kirgistan                                           | Yee Loon Goh / Ashley Kei Yim Nelli Bujuklianowa / Alina Łazariewa | 5 7           | 6 4 | 3 6 |  |

##### Pakistan – Sri Lanka
| Pakistan · 0 | True Arena Hua Hin, Hua Hin, Tajlandia 15 kwietnia 2016 Twarda | True Arena Hua Hin, Hua Hin, Tajlandia 15 kwietnia 2016 Twarda            | Sri Lanka · 2 |     |   |               |
| \| \| \| \| 1 \| 2 \| 3 \| \| \| - \| \| ------------------------------------------------------------------------- \| --- \| --- \| - \| ------------- \| \| 1 \| \| Sara Mansoor Amreetha Muttiah \| 3 6 \| 0 6 \| \| \| \| 2 \| \| Ushna Suhail Nethmi Himashi Waduge \| 0 6 \| 2 6 \| \| \| \| 3 \| \| Sarah Mahboob Khan / Ushna Suhail Amreetha Muttiah / Medhira Samarasinghe \| \| \| \| nie rozegrano \| |                                                                |                                                                           |               |     |   |               |
| |                                                                |                                                                           | 1             | 2   | 3 |               |
| 1 | Pakistan · Sri Lanka                                           | Sara Mansoor Amreetha Muttiah                                             | 3 6           | 0 6 |   |               |
| 2 | Pakistan · Sri Lanka                                           | Ushna Suhail Nethmi Himashi Waduge                                        | 0 6           | 2 6 |   |               |
| 3 | Pakistan · Sri Lanka                                           | Sarah Mahboob Khan / Ushna Suhail Amreetha Muttiah / Medhira Samarasinghe |               |     |   | nie rozegrano |

### Play-off
| Miejsce     | Drużyna A     | Wynik | Drużyna B |
| ----------- | ------------- | ----- | --------- |
| Awans       | Filipiny      | 2–0   | Singapur  |
| 3. miejsce  | Hongkong      | 2–1   | Malezja   |
| 5. miejsce  | Wyspy Oceanii | 0–2   | Indonezja |
| 7. miejsce  | Iran          | 1–2   | Sri Lanka |
| 9. miejsce  | Bahrajn       | 0–3   | Pakistan  |
| 11. miejsce |               | 0–0   | Kirgistan |

#### Mecz o awans do Grupy I

##### Filipiny – Singapur
| Filipiny · 2 | True Arena Hua Hin, Hua Hin, Tajlandia 16 kwietnia 2016 Twarda | True Arena Hua Hin, Hua Hin, Tajlandia 16 kwietnia 2016 Twarda                   | Singapur · 0 |     |     |               |
| \| \| \| \| 1 \| 2 \| 3 \| \| \| - \| \| -------------------------------------------------------------------------------- \| --- \| --- \| --- \| ------------- \| \| 1 \| \| Khim Iglupas Charmaine Shi Yi Seah \| 6 2 \| 6 4 \| \| \| \| 2 \| \| Katharina Lehnert Stefanie Tan \| 3 6 \| 6 3 \| 6 4 \| \| \| 3 \| \| Katharina Lehnert / Anna Clarice Patrimonio Charmaine Shi Yi Seah / Stefanie Tan \| \| \| \| nie rozegrano \| |                                                                |                                                                                  |              |     |     |               |
| |                                                                |                                                                                  | 1            | 2   | 3   |               |
| 1 | Filipiny · Singapur                                            | Khim Iglupas Charmaine Shi Yi Seah                                               | 6 2          | 6 4 |     |               |
| 2 | Filipiny · Singapur                                            | Katharina Lehnert Stefanie Tan                                                   | 3 6          | 6 3 | 6 4 |               |
| 3 | Filipiny · Singapur                                            | Katharina Lehnert / Anna Clarice Patrimonio Charmaine Shi Yi Seah / Stefanie Tan |              |     |     | nie rozegrano |

#### Mecz o 3. miejsce

##### Hongkong – Malezja
| Hongkong · 2 | True Arena Hua Hin, Hua Hin, Tajlandia 16 kwietnia 2016 Twarda | True Arena Hua Hin, Hua Hin, Tajlandia 16 kwietnia 2016 Twarda              | Malezja · 1 |      |   |  |
| \| \| \| \| 1 \| 2 \| 3 \| \| \| - \| \| --------------------------------------------------------------------------- \| ---- \| ---- \| - \| \| \| 1 \| \| Ng Man Ying Maggie Theiviya Selvarajoo \| 7 63 \| 6 0 \| \| \| \| 2 \| \| Wu Ho-ching Jawairiah Noordin \| 5 7 \| 3 6 \| \| \| \| 3 \| \| Ng Man Ying Maggie / Sher Chun-Wing Jawairiah Noordin / Theiviya Selvarajoo \| 6 3 \| 7 64 \| \| \| |                                                                |                                                                             |             |      |   |  |
| |                                                                |                                                                             | 1           | 2    | 3 |  |
| 1 | Hongkong · Malezja                                             | Ng Man Ying Maggie Theiviya Selvarajoo                                      | 7 63        | 6 0  |   |  |
| 2 | Hongkong · Malezja                                             | Wu Ho-ching Jawairiah Noordin                                               | 5 7         | 3 6  |   |  |
| 3 | Hongkong · Malezja                                             | Ng Man Ying Maggie / Sher Chun-Wing Jawairiah Noordin / Theiviya Selvarajoo | 6 3         | 7 64 |   |  |

#### Mecz o 5. miejsce

##### Wyspy Oceanii – Indonezja
| brak flagi · 0 | True Arena Hua Hin, Hua Hin, Tajlandia 16 kwietnia 2016 Twarda | True Arena Hua Hin, Hua Hin, Tajlandia 16 kwietnia 2016 Twarda       | Indonezja · 2 |     |   |               |
| \| \| \| \| 1 \| 2 \| 3 \| \| \| - \| \| -------------------------------------------------------------------- \| --- \| --- \| - \| ------------- \| \| 1 \| \| Mayka Zima Jessy Rompies \| 2 6 \| 0 6 \| \| \| \| 2 \| \| Steffi Carruthers Deria Nur Haliza \| 3 6 \| 1 6 \| \| \| \| 3 \| \| Steffi Carruthers / Ayana Rengiil Beatrice Gumulya / Lavinia Tananta \| \| \| \| nie rozegrano \| |                                                                |                                                                      |               |     |   |               |
| |                                                                |                                                                      | 1             | 2   | 3 |               |
| 1 | Indonezja                                                      | Mayka Zima Jessy Rompies                                             | 2 6           | 0 6 |   |               |
| 2 | Indonezja                                                      | Steffi Carruthers Deria Nur Haliza                                   | 3 6           | 1 6 |   |               |
| 3 | Indonezja                                                      | Steffi Carruthers / Ayana Rengiil Beatrice Gumulya / Lavinia Tananta |               |     |   | nie rozegrano |

#### Mecz o 7. miejsce

##### Iran – Sri Lanka
| Iran · 1 | True Arena Hua Hin, Hua Hin, Tajlandia 16 kwietnia 2016 Twarda | True Arena Hua Hin, Hua Hin, Tajlandia 16 kwietnia 2016 Twarda          | Sri Lanka · 2 |     |   |  |
| \| \| \| \| 1 \| 2 \| 3 \| \| \| - \| \| ----------------------------------------------------------------------- \| --- \| --- \| - \| \| \| 1 \| \| Sadaf Sadeghvaziri Amreetha Muttiah \| 0 6 \| 1 6 \| \| \| \| 2 \| \| Sara Amiri Nethmi Himashi Waduge \| 6 1 \| 6 0 \| \| \| \| 3 \| \| Sara Amiri / Sadaf Sadeghvaziri Amreetha Muttiah / Medhira Samarasinghe \| 5 7 \| 3 6 \| \| \| |                                                                |                                                                         |               |     |   |  |
| |                                                                |                                                                         | 1             | 2   | 3 |  |
| 1 | Sri Lanka                                                      | Sadaf Sadeghvaziri Amreetha Muttiah                                     | 0 6           | 1 6 |   |  |
| 2 | Sri Lanka                                                      | Sara Amiri Nethmi Himashi Waduge                                        | 6 1           | 6 0 |   |  |
| 3 | Sri Lanka                                                      | Sara Amiri / Sadaf Sadeghvaziri Amreetha Muttiah / Medhira Samarasinghe | 5 7           | 3 6 |   |  |

#### Mecz o 9. miejsce

##### Bahrajn – Pakistan
| Bahrajn · 0 | True Arena Hua Hin, Hua Hin, Tajlandia 16 kwietnia 2016 Twarda | True Arena Hua Hin, Hua Hin, Tajlandia 16 kwietnia 2016 Twarda     | Pakistan · 3 |     |   |  |
| \| \| \| \| 1 \| 2 \| 3 \| \| \| - \| \| ------------------------------------------------------------------ \| --- \| --- \| - \| \| \| 1 \| \| Nazli Nader Redha Sarah Mahboob Khan \| 0 6 \| 0 6 \| \| \| \| 2 \| \| Maram Mohamed Sharif Ushna Suhail \| 0 6 \| 0 6 \| \| \| \| 3 \| \| Malak Jasim Fardan / Nazli Nader Redha Sara Mansoor / Ushna Suhail \| 0 6 \| 0 6 \| \| \| |                                                                |                                                                    |              |     |   |  |
| |                                                                |                                                                    | 1            | 2   | 3 |  |
| 1 | Bahrajn · Pakistan                                             | Nazli Nader Redha Sarah Mahboob Khan                               | 0 6          | 0 6 |   |  |
| 2 | Bahrajn · Pakistan                                             | Maram Mohamed Sharif Ushna Suhail                                  | 0 6          | 0 6 |   |  |
| 3 | Bahrajn · Pakistan                                             | Malak Jasim Fardan / Nazli Nader Redha Sara Mansoor / Ushna Suhail | 0 6          | 0 6 |   |  |

### Klasyfikacja końcowa
| Filipiny      | awans do Grupy I strefy azjatyckiej        |
| Singapur      | 2. miejsce w Grupie II strefy azjatyckiej  |
| Hongkong      | 3. miejsce w Grupie II strefy azjatyckiej  |
| Malezja       | 4. miejsce w Grupie II strefy azjatyckiej  |
| Indonezja     | 5. miejsce w Grupie II strefy azjatyckiej  |
| Wyspy Oceanii | 6. miejsce w Grupie II strefy azjatyckiej  |
| Sri Lanka     | 7. miejsce w Grupie II strefy azjatyckiej  |
| Iran          | 8. miejsce w Grupie II strefy azjatyckiej  |
| Pakistan      | 9. miejsce w Grupie II strefy azjatyckiej  |
| Bahrajn       | 10. miejsce w Grupie II strefy azjatyckiej |
| Kirgistan     | 11. miejsce w Grupie II strefy azjatyckiej |